# Sønderskov (Astrup Sogn)
 For alternative betydninger, se Sønderskov. (Se også artikler, som begynder med Sønderskov)
Sønderskov er en meget lille landsby i Vendsyssel, der tidligere havde en station. Den ligger i den sydøstlige del af Astrup Sogn i Hjørring Kommune og er placeret ved hovedvejen mellem Hjørring og Frederikshavn, Uggerby Å og jernbanelinjen. I det tidligere mejeri findes i dag grøntkonserves-virksomheden Appetit. Landsbyen har ca. 150 indbyggere og hører til Region Nordjylland.
|  | Denne artikel om lokaliteten Sønderskov (Astrup Sogn) kan blive bedre, hvis der indsættes et (bedre) billede. Du kan hjælpe ved at afsøge Wikimedia Commons for et passende billede eller lægge et op på Wikimedia Commons med en af de tilladte licenser og indsætte det i artiklen. |

57°27′15″N 10°7′40″Ø / 57.45417°N 10.12778°Ø